# Stormsvalen
Stormsvalen (originaltitel Women Who Give) er en amerikansk stumfilm fra 1924 instrueret af Reginald Barker.

## Medvirkende
- Barbara Bedford som Emily Swift
- Frank Keenan som Jonathan Swift
- Renee Adoree som Becky Keeler
- Robert Frazer som Joe Cradlebow
- Joseph J. Dowling som Bijonah Keeler
- Margaret Seddon som Ma Keeler
- Joan Standing som Sophia Higginbottom